# Brachydesmus furcatus
Brachydesmus furcatus är en mångfotingart som beskrevs av Hans Lohmander 1936. Brachydesmus furcatus ingår i släktet Brachydesmus och familjen plattdubbelfotingar. Inga underarter finns listade i Catalogue of Life.